# Schenkeliella
Schenkeliella is een monotypisch geslacht van spinnen uit de  familie van de Tetragnathidae (Strekspinnen).

## Soort
- Schenkeliella spinosa Pickard-Cambridge, 1870